# Waymo
Cet article concerne le prototype de voiture sans conducteur de Google. Pour les véhicules utilisés par Google pour prendre des photographies sur la voie publique, voir Google Street View.
Waymo, anciennement connu comme le Projet de voiture sans conducteur de Google est une société filiale d'Alphabet basée à Mountain View (Californie), spécialisée dans la conduite de véhicules autonomes.

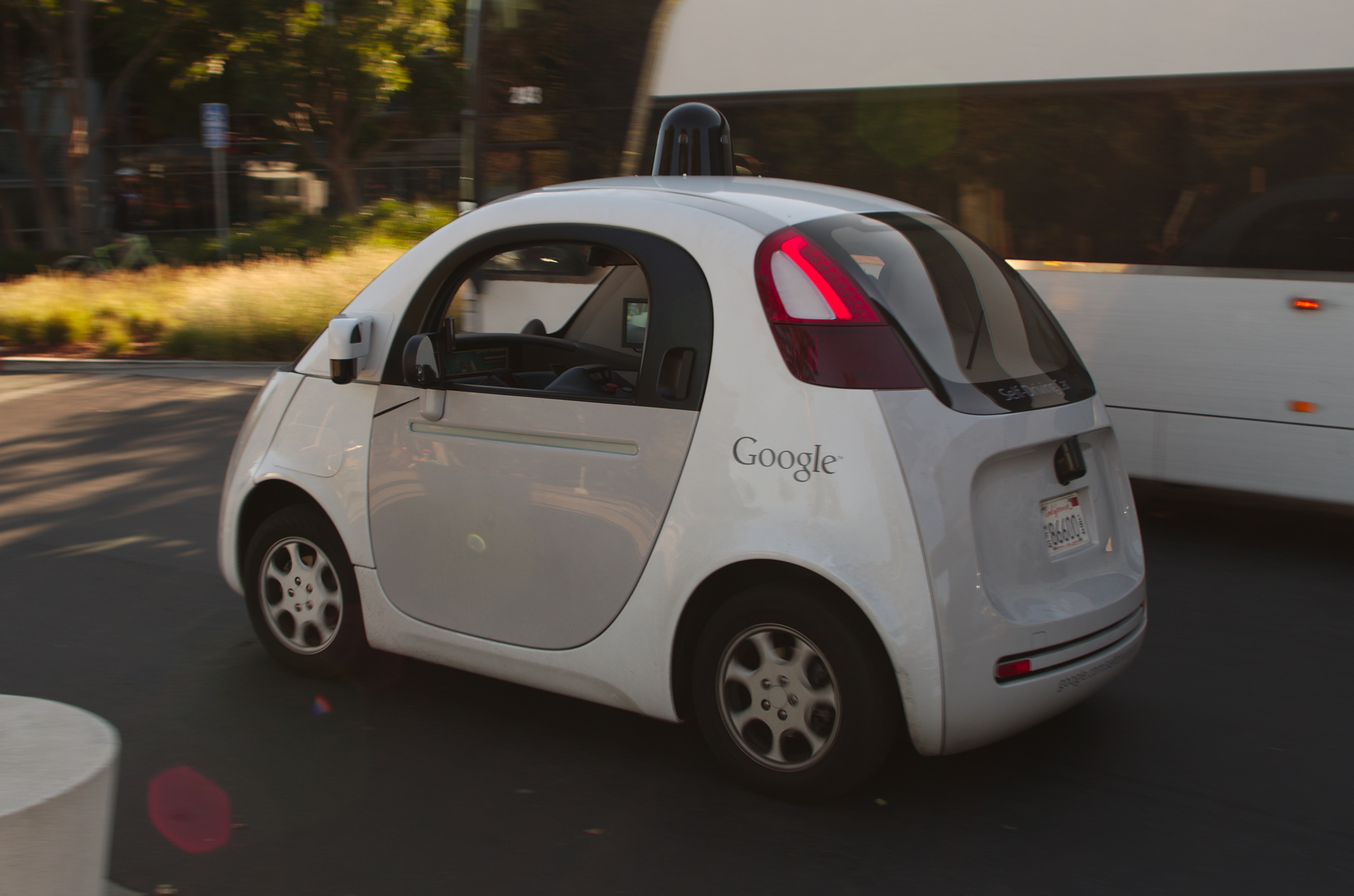
Véhicule électrique autonome conçu par Google (2015).

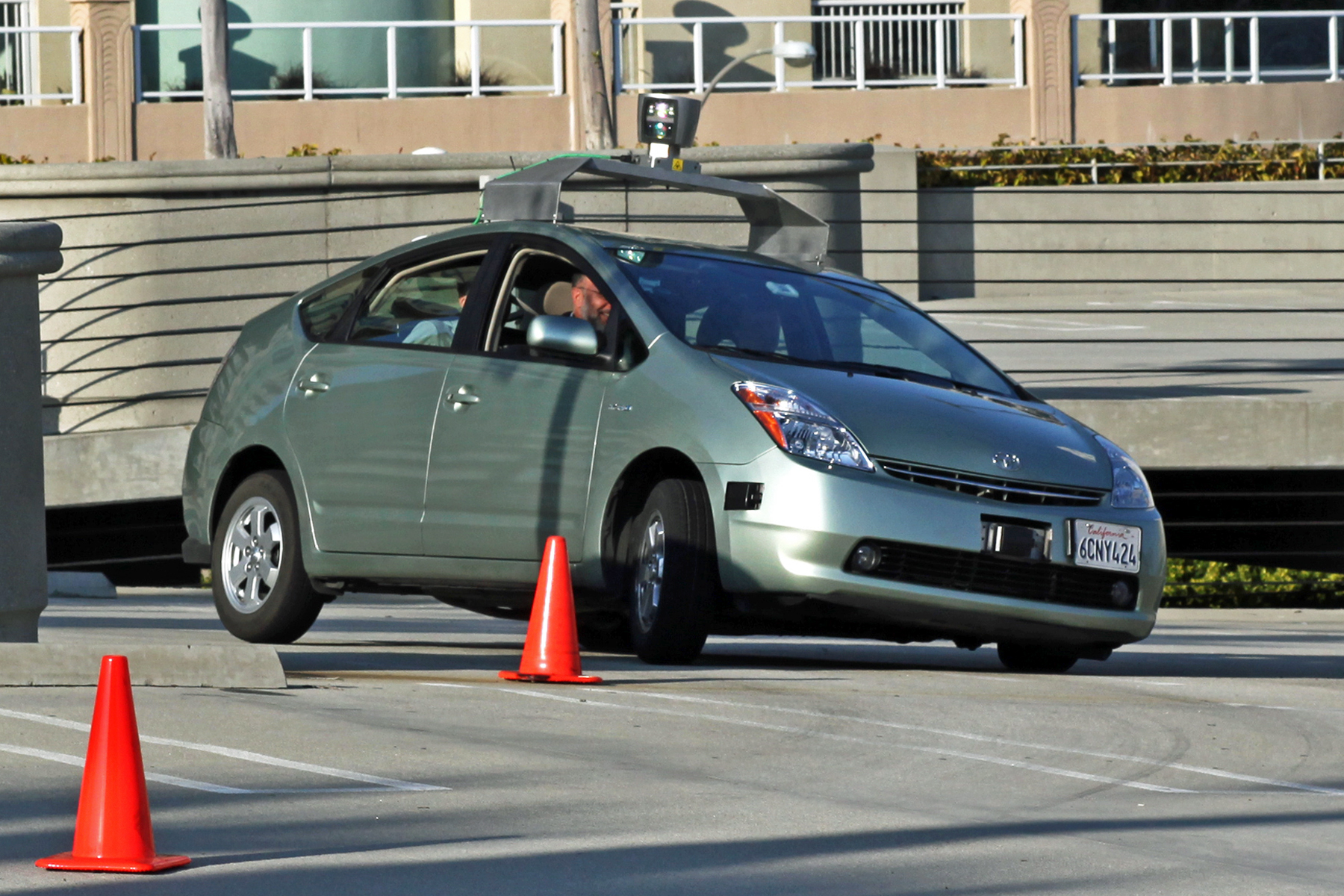
Toyota Prius à conduite automatique de Google (2011). Le capteur lidar rotatif est visible sur le toit.

Le projet est lancé par Sebastian Thrun, également directeur du Stanford Artificial Intelligence Laboratory et co-inventeur de l'application Google Street View. Il est ensuite repris par Chris Urmson (en).
Deux types de véhicule sont à l'essai : d'une part des véhicules de série modifiés, à l'instar de Toyota Prius, et d'autre part la « Google car », véhicule électrique conçu entièrement par Google sans volant ni commandes d'accélérateur et de frein.
En septembre 2024, Waymo opère 100 000 courses payantes par semaine dans plusieurs États américains .

## Historique
En octobre 2010, Google annonce avoir conçu un système de pilotage automatique pour automobile aidé de radars, caméras vidéo et GPS, déjà installé sur sept véhicules — six Toyota Prius, une Audi TT — qui ont parcouru plus de 225 000 kilomètres en Californie, sans avoir provoqué d'accident.
Ce projet a démarré sous l'impulsion de Sebastian Thrun, qui avait remporté le DARPA Grand Challenge en 2005, au sein de l'équipe de l'université Stanford,. Dans son équipe il s'est entouré de Chris Urmson pour développer le logiciel, Anthony Levandowski pour le matériel et Mike Montemerlo pour la cartographie.
Le projet est ensuite repris par Urmson quand Sebastian Thrun se consacre au projet d'éducation Udacity. Anthony Levandowski prend la direction des applications Google Street View et Google Maps.
Sur 10 millions d'accidents par an aux États-Unis, 9,5 millions sont dus à une erreur humaine. Brin, cofondateur de Google, déclare que la plupart des voitures ne sont utilisées qu'une heure ou deux par jour, le reste du temps elles restent au garage ou dans un parking public. Si son projet de voiture autonome voit le jour à grande échelle, la notion même de propriété d'une voiture pourrait être remise en question laissant la place à un système d'emprunt de véhicule à la manière d'un taxi sans conducteur tout en étant plus souple à utiliser qu'un transport en commun comme le bus ou le métro.
De plus des voitures conduites par logiciel, donc sans fatigue ou inattention, pourraient permettre une conduite plus sûre même avec des distances réduites entre chaque véhicule. Le poids des voitures pourrait être allégé si le risque de choc est diminué, ce qui diminuerait également la consommation des véhicules et donc la pollution.
Parallèlement à ce projet qui met en œuvre une voiture de série bardée de capteurs et de logiciels, Google développe son propre véhicule à deux places. Présenté en 2014, il s'agit d'un véhicule électrique d'une autonomie maximale de 130 kilomètres et pouvant atteindre la vitesse de 40 km/h. Leur particularité est de n'avoir ni volant, ni commande d'accélérateur et de frein. Après avoir été testée sur piste d'essai, la « Google Car » entièrement conçue par Google circule depuis l'été 2015 sur les routes californiennes avec une personne à bord pouvant reprendre le contrôle.
Fin octobre 2024, la société annonce une levée de fonds de 5,6 milliards de dollars.
En mai 2025, la société dispose d'une flotte de 1 500 véhicules répartis à San Francisco, Los Angeles, Austin et Phoenix, et a franchi fin avril le cap des 250 000 trajets hebdomadaires payants.

## Fonctionnement
Le système de pilotage automatique utilise un lidar, une caméra 360°, des radars, un récepteur GPS et des capteurs sur les roues motrices.
Le véhicule doit être conduit de manière ordinaire une fois sur le trajet qu'il empruntera ensuite de manière autonome, afin qu'une équipe vérifie que le véhicule a enregistré tous les signaux importants le long du trajet. Le véhicule n'a plus ensuite qu'à gérer les modifications de signalisation pendant son trajet autonome.
Une des limitations du système est son incapacité à agir suivant les gestes d'un agent de police faisant la circulation. Le système n'est pas testé sous toutes les conditions météorologiques comme la neige ou le brouillard.

## Accidentologie
En novembre 2015, Google a révélé qu'en six ans d'activité, il y a eu « 17 accidents mineurs » sur plus de 2 millions de miles (3,2 millions de kilomètres) parcourus avec ces véhicules.
En 2016, Google reconnaît une responsabilité dans un accident survenu à faible vitesse entre sa Lexus RX450h et un bus le 14 février : le logiciel ainsi que le conducteur « pensaient » que le bus allait céder le passage à la voiture,,.
En juillet 2015, 23 voitures de Google ont été impliquées dans 14 collisions mineures sur route publique. Google a maintenu qu'à l'exception d'un cas, le véhicule n'est pas en faute soit parce que le véhicule était conduit par un humain, soit parce que l'autre véhicule était en faute,.
En juillet 2021, la NHTSA a trouvé 150 accidents avec Waymo. Selon les règles de la NHTSA, les collisions sont rapportées si le système est utilisé dans les 30 secondes, même si la plupart des collisions ne provoquent pas de blessure.
Waymo publie régulièrement des rapports de sécurité. Le DMC calfornien exige un rapport du nombre d'incidents lorsque le conducteur de sureté doit reprendre le volant pour des raisons de sureté y compris de Waymo . Certains incidents ne sont pas rapportés lorsque des simulations indiquent que la voiture aurait pu s'arrêter "de lui-même" en toute sécurité. En 2023, Waymo ne déclare que 3 collisions avec blessures pour 7.1 million de miles conduits (environ dix millions de kilomètres).
En mai 2023, un robotaxi Waymo en « mode autonome » tue un chien à San Francisco.
En février 2024, un robotaxi Waymo sans conducteur percute un cycliste à San Francisco. Le même mois, Waymo rappelle 444 véhicules après que deux percutent le même camion sur une grande route,,.
Le 16 décembre 2024, la NHTSA (National Highway Traffic Safety Administration) reçoit 762 rapports documentant 632 incidents impliquant des véhicules Waymo.
Le 19 janvier 2025, le premier accident mortel impliquant Waymo survient à San Francisco, lorsqu'une Tesla à 98 mi/h (157,7 km/h) percute plusieurs véhicules, y compris une voiture Waymo inoccupée. La collision tue un homme de 27 ans et son chien, et sept autres personnes sont blessées. Le conducteur en Tesla est arrêté,.
En mai 2025, Waymo procède au rappel de 1 212 véhicules autonomes en raison d'erreurs logicielles ayant provoqué 16 collisions avec des barrières entre 2022 et fin 2024.

## Commercialisation et législation
En Mars 2022, Waymo commence à offrir des trajets aux employés de Waymo à San Francisco sans conducteur.
En octobre 2024, Waymo offre 100 000 trajets payants par semaine dans les marchés de Phoenix, San Francisco, et Los Angeles.
En décembre 2024, Waymo annonce sa première expansion internationale avec des tests à Tokyo au Japon, dans les voisinages de Shinjuku, Shibuya, Minato, Chiyoda, Chūō, Shinagawa, et Kōtō en partenariat avec Nihon Kotsu et le japonais GO taxi app.

### États-Unis

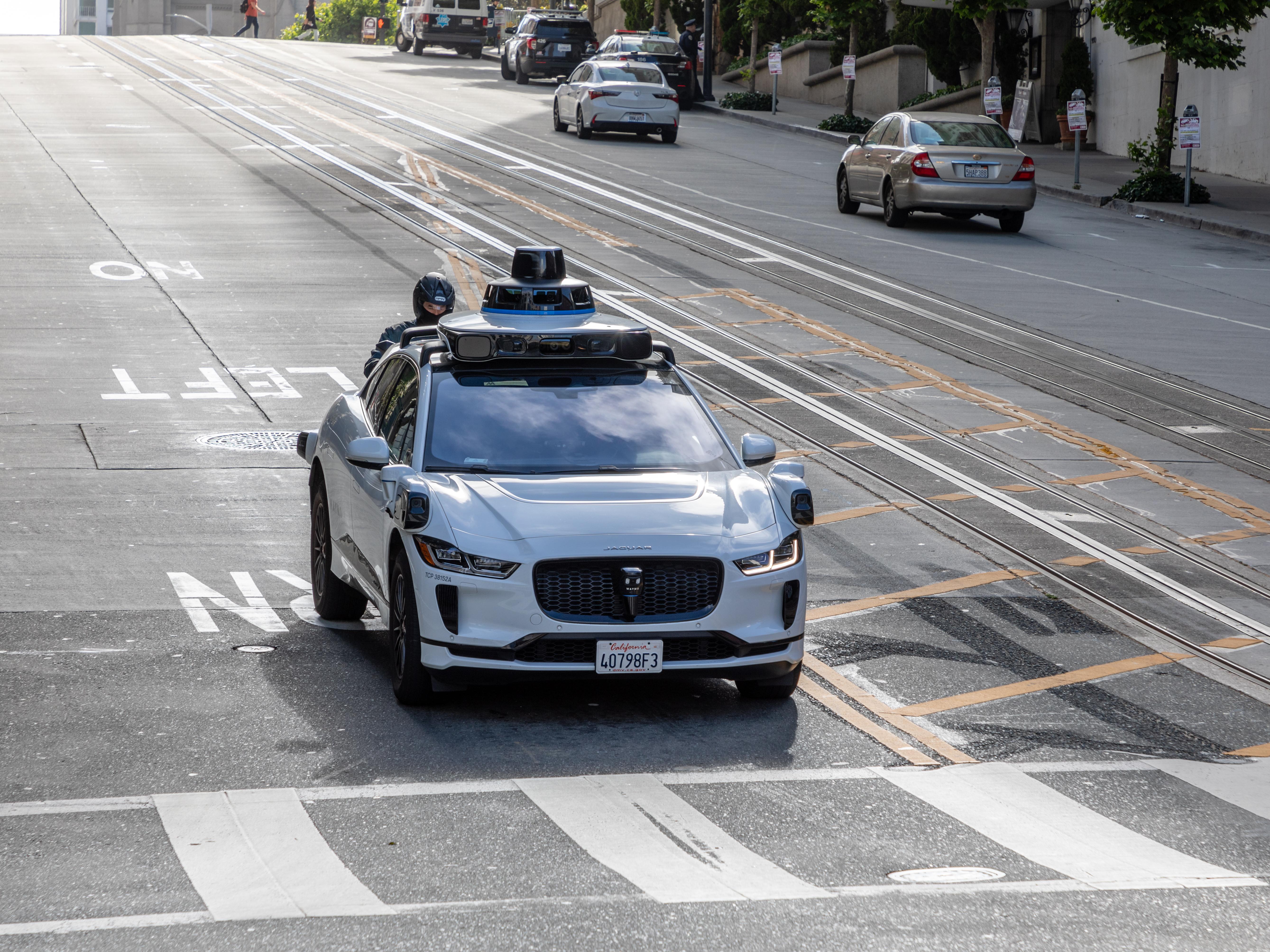
Une Waymo autonome (Jaguar I-Pace) dans les rues de San Francisco (2022).

Alors que Google n'avait pas de plans immédiats pour développer le système commercial, la société souhaite développer une entreprise qui vendrait le système et les données à des constructeurs automobiles. Bernard Lu du California Department of Motor Vehicles a soulevé des inquiétudes : « la technologie est en avance sur la loi dans de nombreux domaines », citant des lois de l'État : « seul un être humain peut conduire un véhicule ». Selon le New York Times, les décideurs politiques et les régulateurs ont montré que de nouvelles lois seront nécessaires si les véhicules sans conducteur devaient devenir une réalité. De plus la question de la responsabilité en cas d'accident peut être posée : conducteur ou concepteur du logiciel du véhicule, ?
Google a fait pression pour que deux projets de loi fassent du Nevada le premier État où les véhicules sans conducteur pourront être légalement utilisés sur la voie publique. Le premier projet de loi est un amendement à un projet de loi sur les véhicules électriques qui prévoit l'octroi de licences et les essais des véhicules autonomes. Le deuxième projet de loi va prévoir une exemption de l'interdiction de distraction au volant pour permettre aux occupants d'envoyer des messages texte tout en restant assis derrière le volant. Il a été spéculé que le Nevada a été choisi en raison de l'Auto Show de Las Vegas et du Salon de l'électronique grand public, et la forte probabilité que Google présente le premier produit commercialement viable à l'un ou l'autre de ces évènements. Un dirigeant de Google, cependant, a refusé d'indiquer la raison précise du choix du Nevada comme État « pilote » pour la voiture sans conducteur. Le Nevada a adopté une loi le 29 juin 2011 sur le fonctionnement des voitures sans conducteur,, qui est entrée en vigueur le 1er mars 2012.
Une Toyota Prius expérimentale, modifiée avec la technologie sans conducteur de Google, a été autorisée par le Nevada Department of Motor Vehicles (DMV) (département des véhicules motorisés) en mai 2012, après une série de tests. Ce fut la première licence aux États-Unis pour une voiture auto-pilotée. Les plaques d'immatriculation délivrées dans le Nevada pour les voitures autonomes auront un fond rouge et porteront le symbole de l'infini (∞) sur le côté gauche parce que, selon le Directeur du DMV, « le symbole de l'infini est la meilleure manière de représenter la voiture du futur ».
Le règlement du Nevada exige qu'une personne soit derrière le volant et une autre dans le siège du passager lors des essais. Le système autonome de Google permet à un conducteur humain de reprendre le contrôle en utilisant les freins ou en tournant le volant.
La Californie et le Michigan ont depuis autorisé les tests de voiture autonome sur leur territoire. Google a continué à pratiquer la majorité de ses tests sur les routes de Californie. Début 2016, au total six États américains ont légiféré sur les voitures autonomes.
Les voitures de test sans conducteur de Google coûtent environ 150 000 dollars américains en équipement dont 70 000 pour le LIDAR (radar laser) du système (modèle HDL-64 E de la marque Velodyne).
En février 2016, faisant suite à une lettre de Google datant de novembre 2015 sur l'interprétation des normes de sécurité, l'agence américaine National Highway Traffic Safety Administration (NHTSA) indique que l'intelligence artificielle de la voiture de Google serait considérée comme un conducteur à part entière,,,. Cela constitue une position différente de celle de la Californie qui considérait le mois précédent qu'un conducteur doté d'un permis et des dispositifs tels que volant et commande de freins étaient encore nécessaires pour les voitures autonomes, l'intelligence de ces véhicules n'étant pour le moment pas jugée suffisamment sûre.
Le 5 décembre 2018, le service commercial, nommé Waymo One est lancé dans la ville et la banlieue de Phoenix, dans l'Arizona. C'est une première mondiale même si, dans un premier temps, un conducteur humain reste présent en cas de problème.
En novembre 2019, Waymo One est devenu le premier service de véhicules autonomes au monde à proposer une partie de ses trajets sans opérateur humain .
En date de novembre 2024, Waymo One ne propose plus que des trajets sans opérateur humain présent dans le véhicule, sauf cas exceptionnel .

## Concurrence
Google est en concurrence avec d'autres sociétés : Tesla, BMW, Mercedes-Benz, Honda, Volkswagen et Ford… Onze entreprises ont des autorisations de test aux États-Unis fin 2015.